# Mühlenstraße 197 (Mönchengladbach)

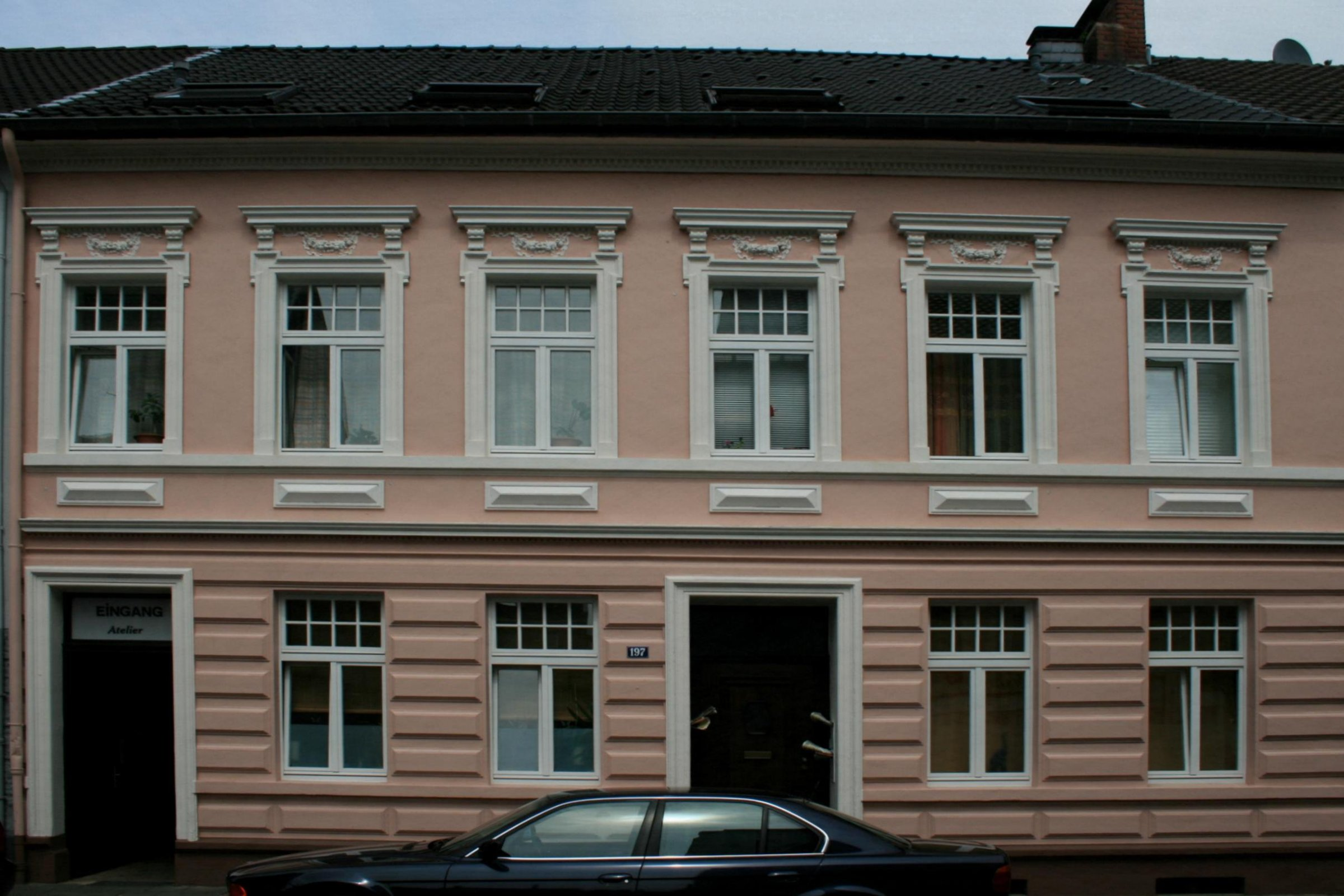
Wohn- und Bürohaus (2010)

Das Wohn- und Bürohaus Mühlenstraße 197 steht im Stadtteil Rheydt in Mönchengladbach (Nordrhein-Westfalen).
Das Gebäude wurde 1902 erbaut. Es wurde unter Nr. M 037 am 15. Dezember 1987 in die Denkmalliste der Stadt Mönchengladbach eingetragen.

## Lage
Die alte Mühlenstraße verbindet die Friedrich-Ebert-Straße mit dem Stadtteil Geneicken.

## Architektur
Das Wohnhaus liegt in dem Teil der Mühlenstraße, der auf den (aufgegebenen) Bahnhof Geneicken führt. Es handelt sich um ein Wohnbürohaus in 2:6 Achsen, das 1902 erbaut wurde. Das Objekt schließt mit einem Satteldach ab.